# Bogajo
Bogajo là một đô thị ở tỉnh Salamanca, phía tây Tây Ban Nha, cộng đồng tự trị Castile-Leon. Bogajo có cự ly 90 kilômét so với thành phố tỉnh lỵ Salamanca và có dân số 203 người.
Đô thị này nằm ở khu vực có độ cao 639 mét trên mực nước biển.
Mã số bưu chính là 37249.